# وليام جورج ستيوارت آدامز
وليام جورج ستيوارت آدامز حامل وسام رفقاء الشرف (8 نوفمبر 1874 – 30 يناير 1966) عالم سياسي، وموظف حكومي بريطاني عمل مديرًا لجامعة أكسفورد ورائدًا في مجاليّ الخدمة التطوعية والتجديد الريفي.

## الخلفية والتعليم
ولد جورج آدامز في أوشنغرامونت رود، في بلدة هميلتون، وكان الابن الأصغر لجون ومارغريت (المولودة ستيوارت) آدامز، اللذين منحاه «تنشئة فكرية وإنجيلية إلى حد ما». كان والده خوريًا (مديرًا) لمدرسة القواعد القديس جون، وقد أسس مدرسة غيلبرتفيلد هاوس، وكلاهما في بلدة هميلتون. تنحدر والدته من عائلة تجارية في غلاسكو وكانت ابنة أخت الناشط الاجتماعي جون موري.
تلقى آدامز تعليمه في مدرسة القديس جون (حيث كان الطالب المتفوق في المدرسة في العام 1891)، وتابع دراسته في جامعة غلاسكو بمنحة دوندونالد في الفلسفة. في غلاسكو، حصل على وسام بلاكستون في اللاتينية ووسام باحث في ساندفورد في الإغريقية، وحاز مرتبة الشرف في الأدب الكلاسيكي (1897). بعد ذلك ذهب إلى كلية باليول بجامعة أوكسفورد، بمنحة معرض سنيل، وحصل على مرتبة الشرف من الدرجة الأولى في الآداب والفلسفة (1900)، والتاريخ المعاصر (1901)، دارسًا الفلسفة السياسية والاقتصاد السياسي بشكل خاص. كان رئيسًا لجمعية أرنولد وانضمّ لفريق المراكب في كليته.

## بداية مسيرته المهنية وتعيينه في أيرلندا
بعد عام من عمله مدرسًا في كلية بورو رود لتدريب المعلمين، في منطقة ايزلورث، ألقى آدامز محاضرة قصيرة عن الشؤون المالية والسياسة الاستعمارية في قسم الاقتصاد السياسي بجامعة شيكاغو (1902). وبعد ذلك أمضى ثلاثة أشهر في الولايات المتحدة وكندا لدراسة عمل المؤسسات الحكومية والتعليمية. بعد عودته إلى بريطانيا في العام 1903، عيّن محاضرًا في الاقتصاد بجامعة مانشستر، حيث عمل كذلك سكرتيرًا لمبادرة التوعية التعليمية في الجامعة.
في العام 1904، قبِل عرضَ السير هوريس بلونكيت لشغل منصب رئيس دائرة الإحصاء والمعلومات في وزارة الزراعة والتعليم التقني الأيرلندية، التي كان بلونكيت مسؤولًا عنها. ظل آدامز في المنصب خمس سنوات، واكتسب خبرة أعمق في طُرق عمل الخدمة المدنية ومسائل إدارة الحكومة المركزية والمحلية. وأصبح «الذراع الأيمن» لبلانكيت وصديقه المقرّب، الذي غرس فيه اهتمامًا مدى الحياة برعاية المناطق الريفية. لم تكن التقارير السنوية التي أصدرها آدامز أثناء وجوده في أيرلندا «مجرد جداول إحصائية... بل كان كل منها بمثابة أطروحة اقتصادية قيّمة عن تجارة البلاد». وفي العام 1909، قيل إن عمله في الاقتصاد الأيرلندي خلال السنوات الخمس السابقة «قد حقق لتحفيز الروح الوطنية الحقّة أكثر مما فعلته جميع الخطب السياسية في العقد الماضي».
في العام 1911 عُيّن آدامز في اللجنة المالية الأيرلندية، التي تأسست برئاسة السير هنري بريمروز، وذلك لتدقيق العلاقات المالية بين أيرلندا وبقية المملكة المتحدة والنظر في كيفية تخصيص الإيرادات في حال منح أيرلندا الحكم الذاتي. تُرجم اعتقاد آدامز بأن النهج الفيدرالي هو الحل الأمثل للمسألة الأيرلندية تُرجم في توصية اللجنة بأنه أيما حكومة أيرلندية قد تنشأ ينبغي أن يكون لها كامل السيطرة على الإيرادات الأيرلندية، إنما رفضت حكومة رئيس الوزراء أسكويث تبني هذا النهج في مشروع قانون الحكم الذاتي الثالث.

## العلوم السياسية في أكسفورد، 1910–1918
بحلول الفترة التي أصبح فيها عضوًا في لجنة بريمروز، كان آدامز قد استأنف حياته الأكاديمية. موّل صندوق وقف جامعة أكسفورد منصبَ محاضِر لمدة ثلاث سنوات في النظرية السياسية والمؤسسات السياسية، وعُيّن آدامز في المنصب في أوائل العام 1910. وتدخل السير وليام أنسون، عميد كلية أول سولز، لتدبير تحويل منصب المحاضِر إلى معيديّة شيشيل بتمويل إضافي من زمالة كلية أول سولز، وانتُخب آدامز للمعيدية في 15 يونيو 1911. قيل إن أنسون لم يكن يعرف الكثير عن آدامز، وافترض خاطئًا أن تعيينه يخدم قضية الاتحادية في أيرلندا. على كل حال، كان الاختيار موفقًا بشكل عام، وأثبت آدامز أثبت جدارته كمحاضر ممتاز وإداريّ كفء.
في العام 1912، وبفضل منحة إضافية من لجنة الذكرى الوطنية الخاصة بوليم غلادستون، رُقّي آدامز إلى درجة أستاذية غلادستون للنظرية السياسية والمؤسسات السياسية، وأصبح آدامز عضوًا في مجلس هيبدومادال بالجامعة.
أدّى آدامز دورًا رائدًا في ترشيد مرافق البحث والتدريس في جامعة أكسفورد للعلوم الاجتماعية والسياسية، في البداية بصفته أمينًا لجمعية تطوير دراسة المواد الاجتماعية والسياسية، ثم باعتباره مناصرًا لمبادرة بارنيت هاوس. في العام 1913، اتفق آدامز مع سيدني بول وآرثر سميث على شراء منزل في قلب أكسفورد بهدف «جعله مركزًا للدراسات والمصالح الاجتماعية الاقتصادية بوجود مكتبة متخصصة جيدة»، وأن يُطلق عليه اسم صموئيل بارنيت. افتُتح بارنيت هاوس رسميًا في 6 يونيو 1914، وفي تلك المناسبة تكلّم هوريس بلونكيت، الذي كان يزور آدامز، عن الحاجة إلى الأبحاث في القضايا الريفية. بالإضافة إلى كونه مصدرًا مهمًا للجامعة، قدم مركز هاوس مجموعة من الخدمات للمجتمعات الريفية في أوكسفوردشير، شملت توزيع الكتب على المدارس وقاعات القرى في المقاطعات النائية.
أُشير إلى ندرة الكتب المتاحة للمجتمعات الريفية في البلاد في الدراسة الاستقصائية الشاملة لتوفر المكتبات العامة التي عهد أمناء مؤسسة كارنغي البريطانية إلى آدامز إجراءها في العام 1913. ذكر تقريره الذي نشرته المؤسسة في العام 1915، بأن هذا التوفير يجب أن يكون جزءًا من النظام العام للدولة، وأن إدارتها وتمويلها على مستوى المقاطعة بدلًا من مستوى البلدة يمكن أن يصححا الخلل الحاصل بين المرافق الحضرية والريفية. وُصف تقرير آدامز بأنه «ذو أهمية فائقة»، مما أدى إلى تغيير جذري في سياسة مؤسسة كارنيغي للمكتبات، ومهّد الطريق لقانون المكتبات العامة للعام 1919، وتطوير مشروع مكتبة المقاطعة، وإنشاء المكتبة المركزية للطلاب (التي أصبحت المكتبة المركزية الوطنية فيما بعد)، والتي أصبحت مركز تنسيق للإعارة بين المكتبات، ونشأة التخصص الجامعي لأمناء المكتبات.
في مايو 1915، قدم آدامز لمجلس هيبدومادال اقتراحًا لقي الموافقة بأن يُعمد إلى تعيين لجنة لدراسة إنشاء مسار دراسي بشهادة في أكسفورد في تخصص الاقتصاد السياسي، والعلوم السياسية، والقانون العام. أوصت اللجنة (التي كان عضوًا فيها) بتأسيس المسار ضمن الدراسات العليا والذي يمكّن من الحصول على درجة علمية في العلوم المدنية. قُبلت التوصية، وأعدت اللجنة قانونًا تأسيسيًا، إنما تعثّر تحقيق المزيد من التقدم بسبب معوقات زمن الحرب. 

## فصلية الأبحاث السياسية
خلال العام 1913، اتخذ آدامز مع دار نشر جامعة أكسفورد الترتيبات اللازمة لنشر مجلة فصلية «مكرسة لجميع فروع العلوم السياسية، بدءًا بمراجعة أدبياتها وليس انتهاءً بنقد الشؤون الحالية». ظهر العدد الأول من فصلية الأبحاث السياسية في فبراير 1914، وأٌرسل العديد من نسخها البالغ عددها 3,000 إلى أمريكا الشمالية.
ظهر بعد ذلك سبعة أعداد، بافتتاحيات أساسية لآدامز ومقالات كتبها كلّ من أرنولد توينبي، ولويس نامير، وآرثر غرينوود، وآر إتش تاوني، وإرنست باركر، قبل تعليق النشر في نهاية العام 1916 بسبب الحرب «والخدمة في الميدان أو في البيت». لم تظهر الفصلية السياسية مرة أخرى حتى أحيتها في العام 1930 مجموعة ضمت ليونارد وولف، وجون مينارد كينز، وهارولد لاسكي.